# Blade Runner 2033: Labyrinth
Blade Runner 2033: Labyrinth ist ein bei Annapurna Interactive in Entwicklung befindendes Computerspiel.

## Handlung
Blade Runner 2033: Labyrinth spielt in einem dystopischen Los Angeles nach dem Blackout, zwischen dem Originalfilm Blade Runner sowie der Fortsetzung Blade Runner 2049 und ungefähr ein Jahr nach den Ereignissen des Animes Blade Runner: Black Lotus.

## Entwicklung
Im Juni 2022 war mit der Projektplanung begonnen worden, nachdem Annapurna Interactive leitende Angestellte für die Projektentwicklung eingestellt hatte. Im Juni 2023 wurde das Spiel erstmals namentlich genannt bzw. vorgestellt. Bei Blade Runner 2033: Labyrinth handelt sich nicht nur um Annapurnas erstes selbst entwickeltes Spiel, sondern auch um das erste Blade-Runner-Spiel für Konsolen und PC seit der im Jahr 2022 erschienenen „Enhanced Edition“ des Spiels Blade Runner.
Seit September 2024, als das gesamte Entwicklerteam des Spiels im Zuge eines Machtkampfs bei Annapurna Interactive kündigte, steht eine weitere Entwicklung sowie Veröffentlichung infrage. Nach den Massenkündigungen bekräftigte Annapurna Interactive jedoch, dass es trotz dessen mit der Entwicklung fortfahren und das Spiel auf den Markt bringen wolle.